# Boris Georgiev
Boris Georgiev, född 5 december 1982 i Sofia, Bulgarien, är en bulgarisk boxare som tog OS-brons i lätt welterviktsboxning 2004 i Aten. Georgiev deltog även OS-tävlingarna i samma viktklass 2008 i Peking.

## Meriter

### Olympiska meriter

#### Olympiska sommarspelen 2008
- Huvudartikel: Boxning vid olympiska sommarspelen 2008

| Tävlande       | Viktklass       | Sextondelsfinal      | Åttondelsfinal            | Kvartsfinal          | Semifinal            | Final                |
| Tävlande       | Viktklass       | Motståndare Resultat | Motståndare Resultat      | Motståndare Resultat | Motståndare Resultat | Motståndare Resultat |
| -------------- | --------------- | -------------------- | ------------------------- | -------------------- | -------------------- | -------------------- |
| Boris Georgiev | Lätt weltervikt | Molina (USA) W 14-1  | Mönkh-Erdene (MGL) L 3-10 | Gick inte vidare     | Gick inte vidare     | Gick inte vidare     |